# René Rodas
René Edgardo Rodas Iraheta (Santa Tecla, El Salvador, 7 de diciembre de 1962- Xalapa, México, 30 de noviembre de 2018) fue un escritor, poeta y docente salvadoreño, ejerció el periodismo en México y Canadá.

## Trayectoria
Estudió letras en la Universidad Centroamericana José Simeón Cañas (UCA) y vivió fuera de El Salvador por más de 20 años, residiendo en diferentes países como España, México y Canadá. 
Entre su obra destacan los poemarios: Civilvs I imperator, Diario de Invierno y Balada de Lisa Island, así como los relatos Santiago la Bellita y otras narraciones. En 2008, aún tenía varias obras inéditas como Cuando la luna cambie a menguante, El museo de la nada e Isador en el desierto.
Fue docente en la Universidad José Matías Delgado donde dirigió varios talleres literarios.

## Obras

### Poesía
- Detrás de los violines y otras cuerdas (1984). Publicado parcialmente en Taller de Letras, UCA, El Salvador, 1986, y en el Suplemento Cultural del periódico El Día, México, D.F., 1987.

- Cuando la luna cambie a menguante – XIII cantos en prosa (1986). Publicado por entregas en las revistas Els Joglars, Barcelona, España, 1992 – 1993, y Tinta y Papel, Universidad de la Plata, Provincia de Buenos Aires, Argentina, 1993 – 1994.

A publicarse en Editorial Centroamericana, El Salvador, septiembre – octubre de 2015.
- Civilvs I Imperator – poema monólogo (1989). MalaYerba Editores, Toronto, Canadá, 1996.Presentado en Toronto y Montreal por el Grupo Cultural Trilce, 1991, como parte de la obra teatral Retratos de Poder.

- Diario de Invierno (1995). MalaYerba Editores, Toronto, Canadá, 1997.

- Balada de Lisa Island (1999). Dirección de Publicaciones e Impresos, CONCULTURA, Ministerio de Educación, El Salvador, 2004.

- El libro de la penumbra (1999).Publicado por entregas en El Ojo de Adrián, revista virtual de Arte y Literatura, El Salvador, 2006 - 2007).

- El museo de la nada (2003). Los dos poemarios anteriores han sido publicados bajo el título Poemas de Montréal Editorial Delgado, Colección las dos orillas, El Salvador, 2011.

- Antología de la poesía del siglo XX en El Salvador. Publicado en La estafeta del viento, Colección Visor de Poesía, Madrid, España, 2012.

- Puertas abiertas – Antología de poesía centroamericana.Sergio Ramírez (selección y prólogo), FCE, México, Distrito Federal, 2012.